# 岳伟
岳伟（？—），男，汉族，中华人民共和国政治人物。现任共青团中央维护青少年权益部部长。第十四届全国政协委员。